# Nodiscala zelandica
Nodiscala zelandica es una especie de molusco gasterópodo de la familia Epitoniidae.

## Distribución geográfica
Se encuentra  en Nueva Zelanda.